# نیسان ۳۵۰زد
نیسان ۳۵۰زد (Nissan ۳۵۰Z) خودرویی است که در سال‌های ۲۰۰۳ تا ۲۰۰۸ (مدل کوپه) و ۲۰۰۴–۲۰۰۹ (مدل رودستر) آن در ژاپن و ژاپن تولید شده‌است. طراحی آن خودروهای موتور جلو-محور عقب بوده است. سیستم جعبه‌دندهٔ آن به دو صورت خودکار و دستی است.